# راسلمينيا 26
راسلمينيا 26 هو أحد ابرز عروض wwe في عام 2010 حيث يعتبر العرض من أفضل عروضها خاصةً بعد العرض الأخير العام الماضي

## المباريات والنتائج
| رقم المباراة | المباراة | شرط المباراة                                          |
| ------------ | --- | ----------------------------------------------------- |
| 1            | ذا ميز وبيج شو يهزمان أر تروث وجون موريسون                                                                             | بطولة بطولة دبليو دبليو إي الولايات المتحدة           |
| 2            | راندي اورتن يهزم كودي رودز وتيد ديبياسي                                                                                | مباراة تهديد ثلاثية                                   |
| 3            | جاك سواغر يهزم كريستيان ودولف زيجلر ودرو ماكنتاير وايفان بورن وكين وكوفي كينغستون ومات هاردي وشيلتون بنجامين وام في بي | مباراة ماني إن ذا بانك                                |
| 4            | تريبل إتش يهزم شيمس | مباراة عادية                                          |
| 5            | ري ميستيريو يهزم سي أم بانك                                                                                            | مباراة عادية                                          |
| 6            | بريت هارت يهزم فينس مكمان                                                                                              | مباراة بدون قيود                                      |
| 7            | كريس جيريكو يهزم ايدج                                                                                                  | مباراة علي بطولة العالم للوزن الثقيل                  |
| 8            | أليشا فوكس وماريس أوليت وليلى إل وميشيل مكول وفيكي غيريرو تهزمن بيث فينيكس وإيف توريس وكيلي كيلي وميكي جيمس و جيل كيم  | مباراة علي خمسة ضد خمسة                               |
| 9            | جون سينا يهزم باتيستا                                                                                                  | مباراة علي بطولة العالم للدبليو دبليو إي للوزن الثقيل |
| 10           | اندرتيكر يهزم شون مايكلز                                                                                               | سلسلة اندرتيكر ضد مسيرة شون مايكلز                    |
| 13           | باتل رويال | الفائز يوشي تاتسو                                     |

## روابط خارجية
- راسلمينيا 26 على موقع IMDb (الإنجليزية)
- راسلمينيا 26 على موقع قاعدة بيانات الفيلم (الإنجليزية)
- راسلمينيا 26 على موقع كينوبويسك (الروسية)